# ARES CAD

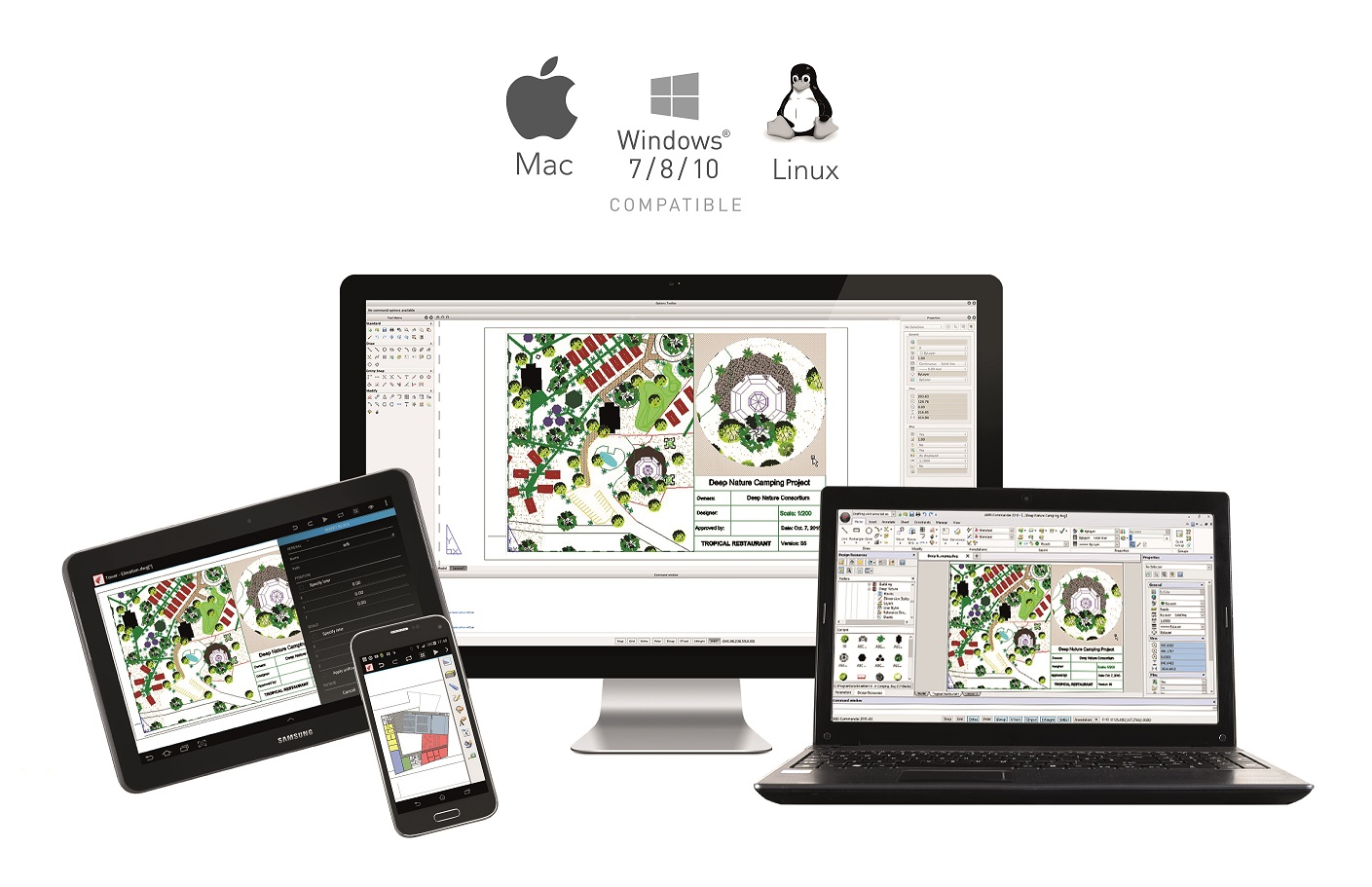
ARES Trinity of CAD Software

ARES CAD Software sind mehrere Softwareanwendungen für Computer Aided Design (CAD), die sowohl für PC-Betriebssysteme als auch für Cloud CAD (Webanwendung) und auch für Smartphones verfügbar sind. Der Hersteller spricht daher von der ARES “Trinity” of CAD Software.

## Beschreibung
ARES CAD wird von der Gräbert GmbH mit Hauptsitz in Berlin, Deutschland, entwickelt. Das Unternehmen wurde bereits von Wilfried Gräbert 1977 gegründet und entwickelte erstmals vertikale Add-Ons für AutoCAD. Die Gräbert GmbH ist auch Gründungsmitglied der Open Design Alliance.
Die Software ARES CAD richtet sich zur nativen DWG-Bearbeitung für technische Zeichnungen an die Bereiche Architektur, Bauwesen, Facilitymanagement, Infrastruktur, Kommunen, Behörden, Ingenieurwissenschaften und Produktdesign.
Im Hintergrund der CAD-Software werkelt die plattformübergreifende Qt-Bibliothek, die den plattform- bzw. systemübergreifenden Einsatz ermöglicht. Bei der dreidimensionalen Bearbeitung setzen die Entwickler von Gräbert auf einen echten 3-D-Geometriekernel “3D Acis Modeler” von der Firma Spatial Corp., die mittlerweile zu Dassault Systèmes gehört.
Des Weiteren basieren mehrere andere CAD-Produkte auf den von Gräbert entwickelten OEM-CAD-Kern, darunter auch DraftSight von Dassault Systèmes und Onshape von PTC Inc. sowie CorelCAD von Corel Corporation.
Der Funktionsumfang der ARES CAD Software ist auf einer Ebene mit BricsCAD zu sehen und zählt zu den AutoCAD-Klonen im Niedrigpreisbereich.

## Produkte
- ARES Commander als native Anwendung für die PC-Betriebssysteme Windows, Linux und macOS[8] ist für das Erstellen und Ändern von DWG-Zeichnungen in 2D und 3D auf Personal-Computern gedacht. Wer keine Lizenz erwerben möchte, kann den ARES Commander bis Version 2019 Servicepack 1 als „nicht registrierte Version“ im schreibgeschützten Modus weiterhin als kostenlosen Dokumenten- Viewer nutzen. Speichern und drucken ist gesperrt aber sonst kann man das Dokument weiter bearbeiten. Leider wurde für alle höheren Versionen das Lizenzmodell angepasst und man kann nur als registrierter Benutzer das Programm 30 Tage testen. Danach sind alle Befehle gesperrt außer der Layermanager.
- ARES Kudo als Cloud CAD, damit können DWG-Zeichnungen direkt im Webbrowser erstellt und geändert werden.
- ARES Touch ist eine mobile CAD-Lösung für Android- und iOS-Smartphones sowie für Tablets verfügbar.